# Кандимов Юнус Уразович

Юнус Кандимов

Юнус Уразович Канди́мов (крим. Yunus Qandım; 4 вересня 1959, Аккурган — 20 березня 2005, Сімферополь) — кримськотатарський поет, прозаїк, перекладач, публіцист, літературознавець, історик. Заслужений діяч мистецтв України (2000).

## Життєпис
Народився 4 вересня 1959 року в селі Аккурган Аккурганського району Ташкентської області Республіки Узбекистан.
Проходив службу в Радянській армії біля Жовтих Вод (1981—1983), зацікавився українською мовою та літературою, історією українсько-кримськотатарських суспільно-культурних взаємин. 1981—1989 — кореспондент, завідувач відділу кримськотатарської газети «Ленінський прапор» (Ташкент).
Після закінчення Ташкентського державного педагогічного інституту ім. Нізамі (відділення кримськотатарської мови і літератури) з 1981 по 1989 рік працював у редакції республіканської кримськотатарської газети «Ленин байрагъы» («Ленінський прапор»).
1989 року повернувся у Крим. Діяльність у Криму: 1989—1993 — кореспондент газет «Достлукъ» («Дружба»), «Янъы дюнья» («Новий світ»), 1993—1996 — голова Кримськотатарського фонду культури, 1996—2001 — завідувач відділу газети «Янъы дюнья», 2001—2005 — завідувач редакційно-видавничого відділу Всеукраїнського інформаційно-культурного центру в Криму, викладач кафедри кримськотатарської і турецької філології Кримського інженерно-педагогічного університету.
Очолював Кримськотатарський фонд культури. З 2001 по 2005 рік був співробітником Всеукраїнського інформаційно-культурного центру.
Помер у місті Сімферополь 20 березня 2005 року.

## Творча діяльність
Член Спілки журналістів Узбекистану та Спілки журналістів СРСР (1986), Національної спілки письменників України.Заслужений діяч мистецтв України(2000)
Перша збірка поезій кримськотатарською мовою «Ти на море схожа» побачила світ у 1988.
Пишучи в жанрі візуальної і зорової поезії, Кандим відродив такі її види, як паліндром і акровірш. Поетичній манері притаманна вишукана метафоричність, ліризм, влучність та несподіваність образних асоціацій, що є наслідуванням традицій східної орнаментальності.
Спільно з київським поетом Миколою Мірошниченком, Юнус Кандим підготував до друку три томи антології кримськотатарської літератури: поезії — «Окрушина сонця» та прози — «Молитва ластівок», що вийшли вже після його смерті.

## Перекладацтво
Кандимов перекладав кримськотатарською мовою твори українських, російських, білоруських, узбецьких, азербайджанських, казахських, каракалпакських поетів і прозаїків. Кандимов — перекладач творів Дженґіза Дагджи: з 1992 по 2001 рік Кандимов переклав п'ять його романів. У творчому доробку чільне місце належить поетичним інтерпретаціям і перекладам творів Т.Шевченка, Лесі Українки, М.Коцюбинського, М.Вороного, А.Кримського, П.Тичини, В.Сосюри, поетів і прозаїків. У 2001 році у видавництві «Доля» (м. Симферополь) вийшли друком дві книги творів Лесі Українки: «Orman tyrkysy» («Лісова пісня», драма-феєрія) та «Квітка на долоні вічності» \ «Бакъийлик авучындаки чечек» (поетичні цикли «Кримські спогади» (пер. Абліязиз Велієв) та «Кримські відгуки» в перекладі Юнуса Кандимова кримськотатарською.
Виставу за драмою-феєрією української поетеси Лесі Українки «Лісова пісня» («Orman tyrkysy») у перекладі кримськотатарського поета Юнуса Кандимова планує здійснити актор та режисер Ахтем Сеітаблаєв у 2020 (2021) рр. Разом із ним реалізацією проєкту займається продюсер Юлія Синькевич за підтримки Українського культурного фонду (УКФ). Постановка цього спектаклю вже проходила в Сімферополі 2003 року під керівництвом А.Сеітаблаєва.
Збірки віршів:
- 1988 у поезії — «Ти на море схожа»
- 1997 у поезії — «Жовта мить»
- 2001 у поезії — «Нитка надії»
- 2008 у поезії — «Серцем прикрита земля»
- 2009 у поезії — «Нема сну в очах»

### Науково-редакційна діяльність
Юнус Кандимов — автор понад тридцяти наукових статей, у тому числі науково-публіцистичний нарис «Курултай: як це було» і монографію про першого голову кримського уряду Кримської Народної Республіки (1917–1918) Номана Челебіджихана «Не заросте травою поле бою…», є укладачем і редактором майже двадцяти художніх, науково-популярних книг, підручників, навчальних посібників і словників. Він брав участь у багатьох конференціях, симпозіумах, які проводилися в Туреччині, Румунії, країнах СНД.
У наукових та публіцистичних працях висвітлював кримськотатарськкого національно-визвольного руху початку 20 століття, діяльність І. Гаспринського, Н. Челебіджихана, А. Озенбашли, Е. Шем'і-заде.

## Значення творчості
Творчість Кандимова вивчають у школах і вищих навчальних закладах Криму, на його вірші написано понад тридцять пісень, які користуються популярністю в слухачів. 2002 на сцені Кримськотатарського академічного музично-драматичного театру була поставлена «Лісова пісня» Лесі Українки в його перекладі («Орман тюркюси»).

## Сім'я
Дружина — Сабріє Кандимова, провідний редактор редакційно-видавничого відділу Всеукраїнського інформаційно-культурного центру. Укладач двох останніх збірок поезії Ю.Кандима.

## Видання творів та перекладів
- Кавказ / Т. Г. Шевченко ; пер. Ю. У. Кандим [та ін.] ; упоряд. і ред. рос. текстів В. М. Басиров ; худож. О. В. Іванченко. - Сімф. : Доля, 2000. - 128 с.: іл. - ISBN 966-7637-37-9
- Квітка на долоні вічності = Бакъийлик авучындаки чечек : вибр. тв. : у 2 т. / Леся Українка. - Л. : Світ, 2012 . - ISBN 978-966-603-745-2.

Т. 1 / [пер.: Ю. Кандимов, А. Велієв ; упоряд. В. Басиров]. - 2012. - 239 с. : іл. - Тит. арк. та текст парал. укр., кримськотатар. - 3000 прим. - ISBN 978-966-603-762-9 (Т. 1)